# ناثان كاباسيلي
ناثان كلمنت كاباسيلي موامبا (بالفرنسية: Nathan Clement Kabasele Mwamba)‏ هو لاعب كرة قدم مهاجم بلجيكي من أصل كونغولي، يلعب حاليا لصالح نادي الديوانية العراقي.